# San Vicente del Valle
San Vicente del Valle è un comune spagnolo di 27 abitanti situato nella comunità autonoma di Castiglia e León.

## Località
Il comune comprende le seguenti località:
- Espinosa del Monte
- San Clemente del Valle
- San Vicente del Valle (capoluogo)